# 方石站
方石站是广州地铁18号线北延段（广花城际）和22号线北延段（芳白城际）建设中的换乘站，位于中国广东省广州市白云区人和镇方石村（流溪河北侧）。

## 车站结构
本站为地下二层双岛式车站，采用明挖法施工，规划设置5个出入口和4组风亭。

### 车站楼层
| 地下一层 | 站厅     | 售票机、客服中心、商店、警务室、安检设施   |  |  |
| 地下二层 | 3 站台   | █22号线 机场北方向（下站：人和）           |  |  |
|          | 岛式站台 |                                            |  |  |
|          | 1 站台   | █18号线 花城街方向（下站：凤凰南路）       |  |  |
|          | 2 站台   | █18号线 兴中方向（下站：白云城市中心）     |  |  |
|          | 岛式站台 |                                            |  |  |
|          | 4 站台   | █22号线 番禺广场方向（下站：白云城市中心） |  |  |

## 历史
方石站于2022年12月开始围蔽施工，2023年12月实现车站南区主体结构封顶，2025年6月完成主体结构施工。